# Dany Prum
Danièle (Dany) Prum (Luxemburg-Stad, 1965) is een Luxemburgs kunstschilder en beeldhouwer.

## Leven en werk
Dany Prum studeerde aan de Université Des Sciences Humaines de Strasbourg in Straatsburg (1984-1987) en behaalde haar master in beeldende kunst aan de Universiteit Parijs 1 (1987-1989).
Prum is vooral dierschilder, maar maakt ook foto's, videokunst en sculpturen. Ze sloot zich aan bij de kunstenaarsvereniging Cercle Artistique de Luxembourg, waar ze vanaf 1989 met haar werk deelneemt aan de salons. In 1989 ontving ze samen met Thierry Lutz de Prix d'encouragement aux Jeunes Artistes van het ministerie van Culturele Zaken. In 2005 won ze de Prix de Raville.

## Prijzen en onderscheidingen
- 1989 Prix d'encouragement aux Jeunes Artistes
- 1997 1e Prix, biënnale de peinture,
- 2005 Prix de Raville